# Verbo impersonale
I verbi impersonali sono quei verbi che non hanno il soggetto. La maggioranza di questi verbi indica condizioni atmosferiche: nevicare, grandinare, piovere, diluviare, albeggiare. Ma verbi tipicamente impersonali sono anche quelli che indicano una necessità: bisognare, necessitare, ecc.
Sono alla terza persona singolare e il loro ausiliare è il verbo essere; per quelli atmosferici, è consentito anche l'utilizzo del verbo essere